# Ready, Steady, Go!
Ready, Steady, Go! es el tercer álbum de estudio del cantautor estadounidense de pop-rock Drake Bell. Fue publicado con el sello discográfico Surfdog Records. El 22 de abril de 2014 tuvo lugar la publicación del álbum. El álbum contiene canciones de The Kinks, Stray Cats, Billy Joel, Queen, The Move, The Jags y también canciones escritas por Drake.

## Antecedentes
En el lanzamiento, Bell hizo entrevistas para KTLA, Perez Hilton, Good Day L.A., Entertainment Tonight y muchos otros medios de comunicación.
En la noche de la fiesta de lanzamiento del álbum, Justin Bieber presuntamente trató de suspender la fiesta, lo que también llamó la atención sobre el álbum. En la misma noche, Bell realizó pistas del álbum, y se produjo una reunión de los miembros del elenco Drake & Josh, con Miranda Cosgrove, Josh Peck, Dan Schneider (el creador del programa) y Jonathan Goldstein, apareciendo.
El álbum fue lanzado en la discográfica independiente, Surfdog Records. Originalmente, se suponía que se lanzaría a principios de 2013, pero el álbum se retrasó y se lanzó el 22 de abril de 2014.
Bell lo describió como el álbum de sus sueños, trabajando con el héroe de la guitarra de su infancia, Brian Setzer, y haciendo que Setzer sea productor ejecutivo y también partícipe del álbum.
El álbum es notable por haber sido grabado en vivo, sin autoajuste, sin mejoras en la computadora y sin uso de una pista de clic.
"Bitchcraft", el sencillo principal del álbum, se lanzó el 28 de enero de 2014. "I Will not Stand In Your Way" es el sencillo promocional del álbum. Fue lanzado el 17 de abril de 2014. Es una versión del original de Stray Cats.
El video musical oficial del sencillo principal, "Bitchcraft", fue lanzado en el canal oficial de YouTube de Drake Bell el 17 de abril de 2014, 5 días antes del lanzamiento del álbum. El video musical ha recibido 5.5 millones de visitas.
Drake ha dicho que es un sueño hacer este disco junto a su guitarrista favorito Brian Setzer

## Promoción
Bell participó en el High School Nation Tour en apoyo de Ready Steady Go !, recorriendo las escuelas secundarias de todo Estados Unidos. La gira duró desde el 16 de septiembre de 2014 hasta el 22 de octubre de 2014. Comenzó en Los Ángeles, California, y terminó en Charlotte, Carolina del Norte. Bell también está de gira por los Estados Unidos en una gira llamada "The Ready Steady Go! Tour" en lugares como No Vacancy en Los Angeles, Spring Freaks en Anaheim, California, Ohio, California y muchos otros lugares en 2015, y planea continúa la gira en 2016 después de varios conciertos con entradas agotadas en México.

## Sencillos
Bitchcraft es el primer sencillo del álbum. El video de letra fue lanzado el 29 de enero de 2014. El video oficial fue lanzado el 17 de abril del 2014. Una versión explícita fue lanzada el 1 de mayo de 2014.

## Recepción crítica
El álbum recibió críticas generalmente positivas, y los críticos elogiaron la actuación y la dirección de Bell para el álbum. AllMusic escribió en su crítica de  Ready Steady Go! , "Aquí, Bell establece sus voces encantadoras y resonantes en una mezcla de originales escritos con elegancia (" Bitchcraft ") y canciones de portada sorprendentemente bien seleccionadas (el "California Man" de Move). En definitiva, en Ready Steady Go !, Bell nunca es nada más que totalmente creíble, agradable y lista para el rock ". ¡En Alter The Press! Reseña del álbum, Tori Mier escribió: "En su tercer álbum de estudio, Drake Bell muestra una capacidad innegable de músico, basándose en casi todos los géneros y épocas de la música para crear su propio sonido único".

## Desempeño comercial
El álbum debutó en su mejor posición en el puesto número 182 en el Billboard 200 con 2000 copias vendidas en su primera semana. También debutó en los puesto 50 y 32 en el Rock Albums y el Independent Albums.

## Listado de canciones
| N.º   | Título                                         | Escritor(es)                   | Duración |  |
| 1.    | «Sunny Afternoon»                              | Ray Davies                     | 3:21     |  |
| 2.    | «Bull»                                         | Drake Bell                     | 2:38     |  |
| 3.    | «I Won't Stand In Your Way» (con Brian Setzer) | Brian Setzer                   | 4:06     |  |
| 4.    | «Bitchcraft» (con Brian Setzer)                | Drake Bell                     | 3:00     |  |
| 5.    | «Runaway Boys»                                 | Brian Setzer Slim Jim Phantoml | 3:05     |  |
| 6.    | «Makes Me Happy»                               | Drake Bell                     | 2:51     |  |
| 7.    | «It's Still Rock And Roll To Me»               | Billy Joel                     | 2:56     |  |
| 8.    | «Melina»                                       | Drake Bell                     | 3:18     |  |
| 9.    | «Crazy Little Thing Called Love»               | Freddie Mercury                | 2:57     |  |
| 10.   | «California Man»                               | Roy Wood                       | 3:07     |  |
| 11.   | «Back Of My Hand»                              | Drake Bell                     | 4:39     |  |
| 12.   | «Give Me A Little More Time»                   | Drake Bell                     | 3:55     |  |
| 38:34 |                                                |                                |          |  |

## Personal
- Vocales, guitarra eléctrica, guitarra acústica, órgano Hammond - Drake Bell
- Batería - Chad Cromwell
- Bajo - Dominic Davis
- Guitarra - Joe Fick
- Guitarras eléctricas adicionales - Rob Bourassa, Ronnie Crutcher, Chris Pelcer
- Guitarra acústica adicional - Rob Bourassa
- Piano - Jody Nardone
- Violín - Tim Hayes
- Saxofón barítono y saxofón - Mark Douhit
- Vocales - Chris Pelcer, Julian Sammut
- Vocales - Paula Bowman, Lee Bowman, Joey Nardone
- Arreglos vocales - Rob Bourassa and Chris Pelcer

Colaboración especial con Brian Setzer - Guitarras eléctricas en "I Won't Stand In Your Way" y "Bitchcraft."

## Posicionamiento en listas
| Chart (2014)                        | Peak position |
| ----------------------------------- | ------------- |
| Estados Unidos (Billboard 200)      | 182           |
| Estados Unidos (Top Rock Albums)    | 50            |
| Estados Unidos (Independent Albums) | 32            |